# Teupin Reusep
Teupin Reusep is een bestuurslaag in het regentschap Aceh Utara van de provincie Atjeh, Indonesië. Teupin Reusep telt 2790 inwoners (volkstelling 2010).